# Lilium pumilum
Lilium pumilum is een plant uit de leliefamilie (Liliaceae). De wetenschappelijke naam werd gepubliceerd door Alire Raffeneau-Delile in 1812.

## Kenmerken
Lilium pumilum wordt 20 tot 60 (maximaal 80) cm hoog. De bladeren zijn langwerpig, bereiken een lengte van 5 à 10 cm en een breedte van 1 à 2 cm. Een plant kan 1 tot 20 bloemen hebben. Deze zijn helder rood, maar soms wit of oranje. De bloemen hebben een diameter van 5 cm en zijn afhangend. De soort bloeit voor twee à drie weken in juni.

## Verspreiding
Lilium pumilum komt voor in het zuiden van Oost-Siberië en het Russische Verre Oosten, Mongolië, het Koreaans Schiereiland en het noordoosten van China. De soort groeit in de steppe- en bossteppezone, op open plekken in bossen, graslanden en open, rotsachtige hellingen.
... · 
L. bulbiferum subsp. croceum (Roggelelie) · 
L. grayi · 
L. martagon (Turkse lelie) · 
L. nepalense · 
L. pumilum · 
...